# Одайник Вадим Іванович
Ода́йник Вади́м Іва́нович (29 липня 1925 , Одеса  — 21 грудня 1984 , Київ ) — український художник, живописець. Народний художник України, член Національної спілки художників України. Лауреат Державної премії України ім. Т. Г. Шевченка (1975).

## Біографія
Народився 29 липня 1925 в Одесі. У п'ятирічному віці переїхав з батьками до Києва. Під час нацистсько-радянської війни, у 17-річному віці пішов на фронт і був механіком танка в 4-й танковій армії.

Викладач по малюнку Костянтин Єлева (сидить у центрі) з студентами Київського художнього інституту. Вадим Одайник стоїть другий зліва. Зоя Одайник-Самойленко внизу.

У 1946 році закінчив Київський художній інститут. Був учнем Штільмана Іллі Нісоновича, Григор'єва Сергія Олексійовича, Костецького Володимира Миколайовича, Єлеви Костянтина Миколайовича, Єржиковського Сергія Миколайовича.
З 1953 року учасник художніх виставок.
У 1958 році Вадим Іванович став членом Національної спілки художників України.
Фраза Вадима Одайника: «Зоя — моє перше кохання, а Карпати — друге» стала «крилатою». Кожна весна і осінь серед закарпатської природи дарувала художнику матеріал, який потім, у київській майстерні, перевтілювався в пейзажі: «Зима в Карпатах», «Синій Псел», «Дощ у Карпатах», «На лузі», «Косовиця», «Свято в горах», «Місток. Карпати», «Дорога на Косів», «Чорна Тиса», і великої кількості варіацій під загальною назвою «Карпати».
У 1971 році Вадиму Одайнику присвоюють звання Заслуженого Художника України.
У 1975 році за жанрові картини «Троїсті музики», «Червона кузня», «Весна» і «Гуцульське весілля», йому присуджують Державну премію УРСР імені Тараса Шевченка.
У 1978 році за роботу «Троїсті музики», йому присуджують звання Народного художника України
Деяку внутрішню близькість до імпресіонізму можна помітити вже в його пейзажах і натюрмортах 60-х років, і все ж таки справжній розквіт настав у жанрових картинах наступного десятиліття: в «Карпатських музиках», «Сільському ярмарку», «Весіллі». У закарпатських пейзажах: «Осінь», «Синій Псел», і написаному під час відпочинку в селищі Вилкове весняному пейзажі «Весна у Вилкові» (ця робота представлена в «The Chambers Gallery» Англія). Яскраві та відкриті, акцентовано «відкриті» кольори, стають головною домінантою творів митця.
Не стало Вадима Одайника21 грудня 1984 року в Києві. Похований в Києві на Байковому кладовищі (ділянка № ).

### Творчість
Чимало картин Вадима Одайника присвячено праці радянських трудівників. Як зауважує Ігор Шаров, «На будівництві Київської ГЕС-2» — композиція побудована на великих ритмічних співвідношеннях. Захоплення великим будівництвом видно у творах 60-х років: «Бригада», «Монтажники», «Будівельники». Художник монументалізує образи, надає їм героїчного звучання.
«Гіталовці» — художнє полотно присвячене хліборобській темі. На передньому плані — двічі Герой Соціалістичної Праці Гіталов із Кіровоградщини. Поряд — хлопці-механізатори, трохи осторонь — двоє старших. Удалині видніється комбайн.
Роботи художника зберігаються в більш ніж 100 музеях, а також у краєзнавчих галереях та приватних колекціях.

## Відзнаки
- Державної премії УРСР імені Тараса Шевченка (1975)

### Родина
- Дружина — Одайник-Самойленко Зоя Олександрівна (1924–2002), художник-живописець — Заслужений художник України.
- Син — Одайник Сергій Вадимович (1949), художник-живописець — Заслужений художник України.
- Дочка — Одайник Оксана Вадимівна (1953), художник-живописець — Народний художник України.
- Онука — Двоєглазова Катерина Михайлівна (1975), художник-живописець
- Онука — Одайник Дарія Сергіївна (1975), художник-живописець